# Trnávka (district de Pardubice)
Pour les articles homonymes, voir Trnávka.
Trnávka (en allemand : Tirnawka) est une commune du district de Pardubice, dans la région de Pardubice, en République tchèque. Sa population s'élevait à 220 habitants en 2024.

## Géographie
Trnávka se trouve à 8 km à l'ouest de Přelouč, à 23 km à l'ouest de Pardubice, à 33 km au sud-ouest de Hradec Králové et à 74 km à l'est de Prague.
La commune est limitée par Selmice et Kladruby nad Labem au nord, par Řečany nad Labem à l'est, par Zdechovice au sud et par Chvaletice à l'ouest.

## Histoire
La première mention écrite de la localité date de 1333.

## Galerie

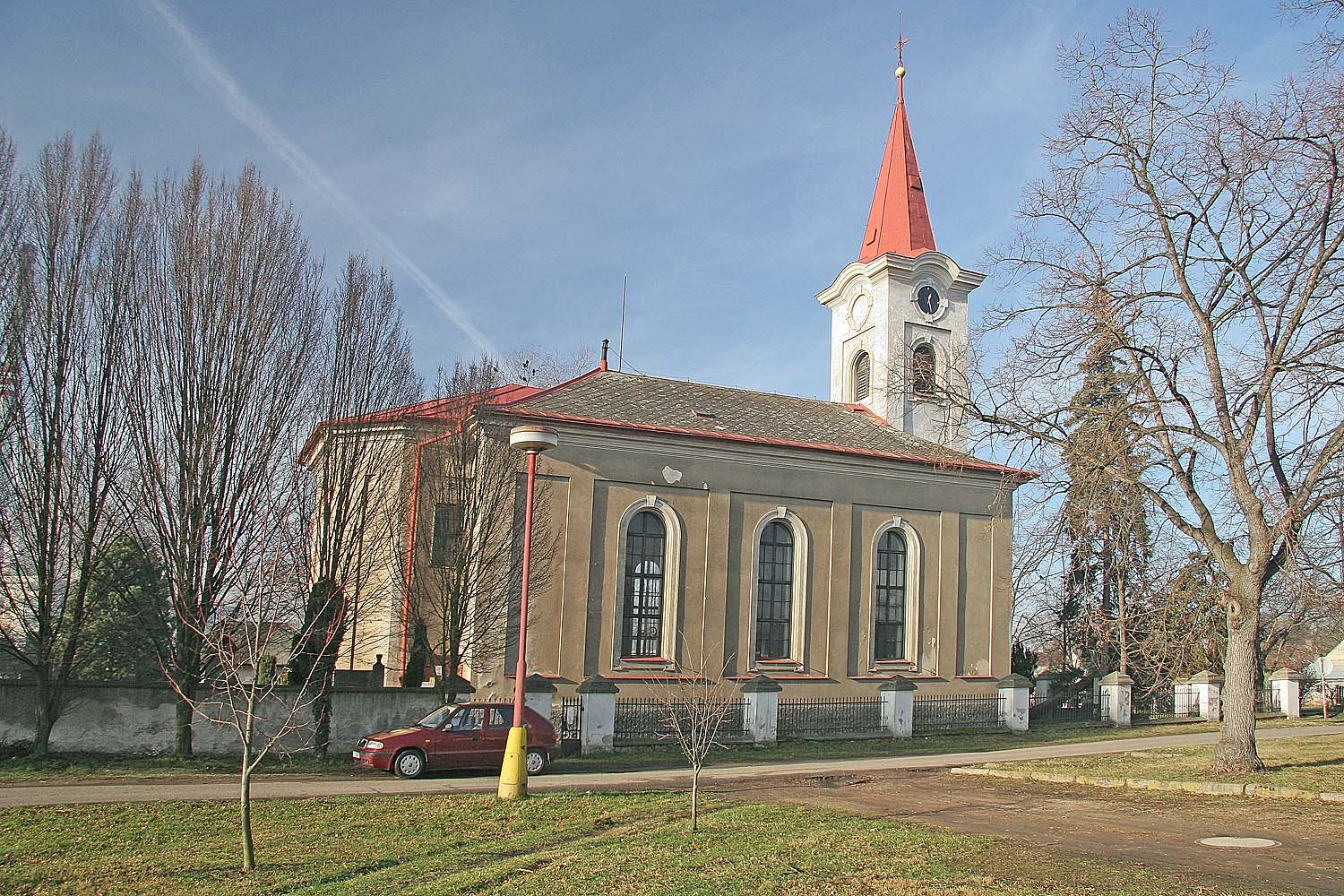
Trnávka : église évangélique.
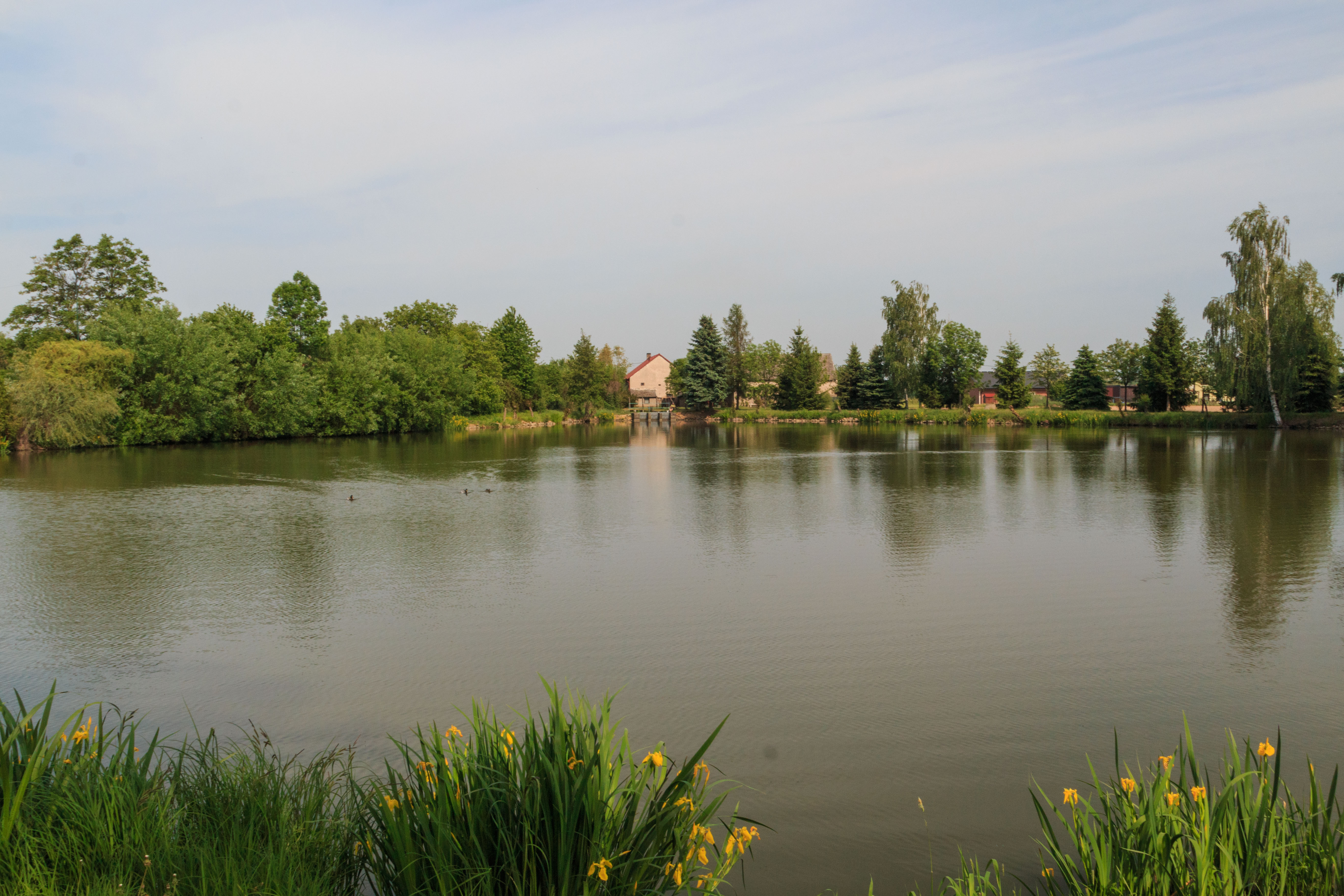
Étang de Trnávce.

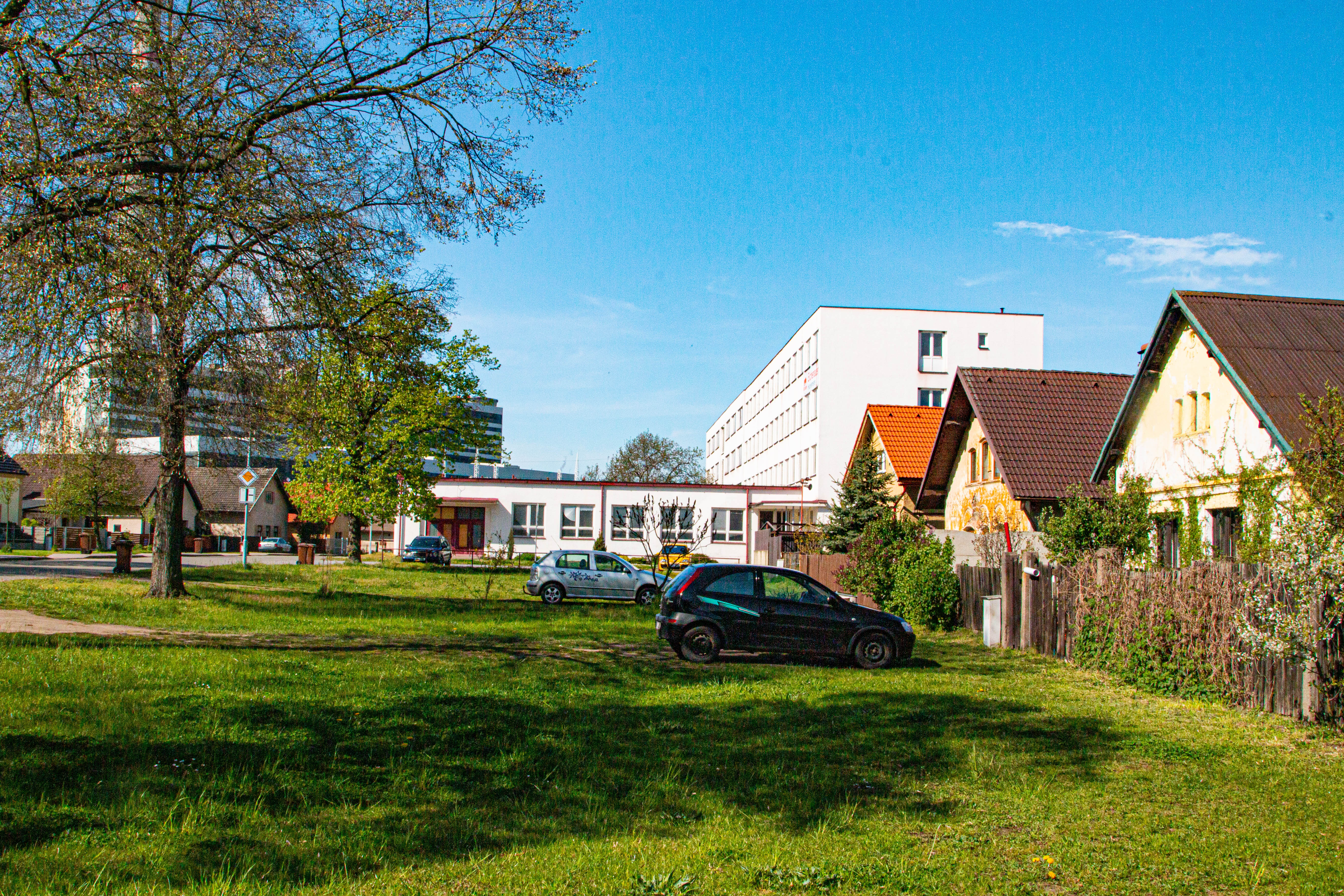
Rue Obránců míru.
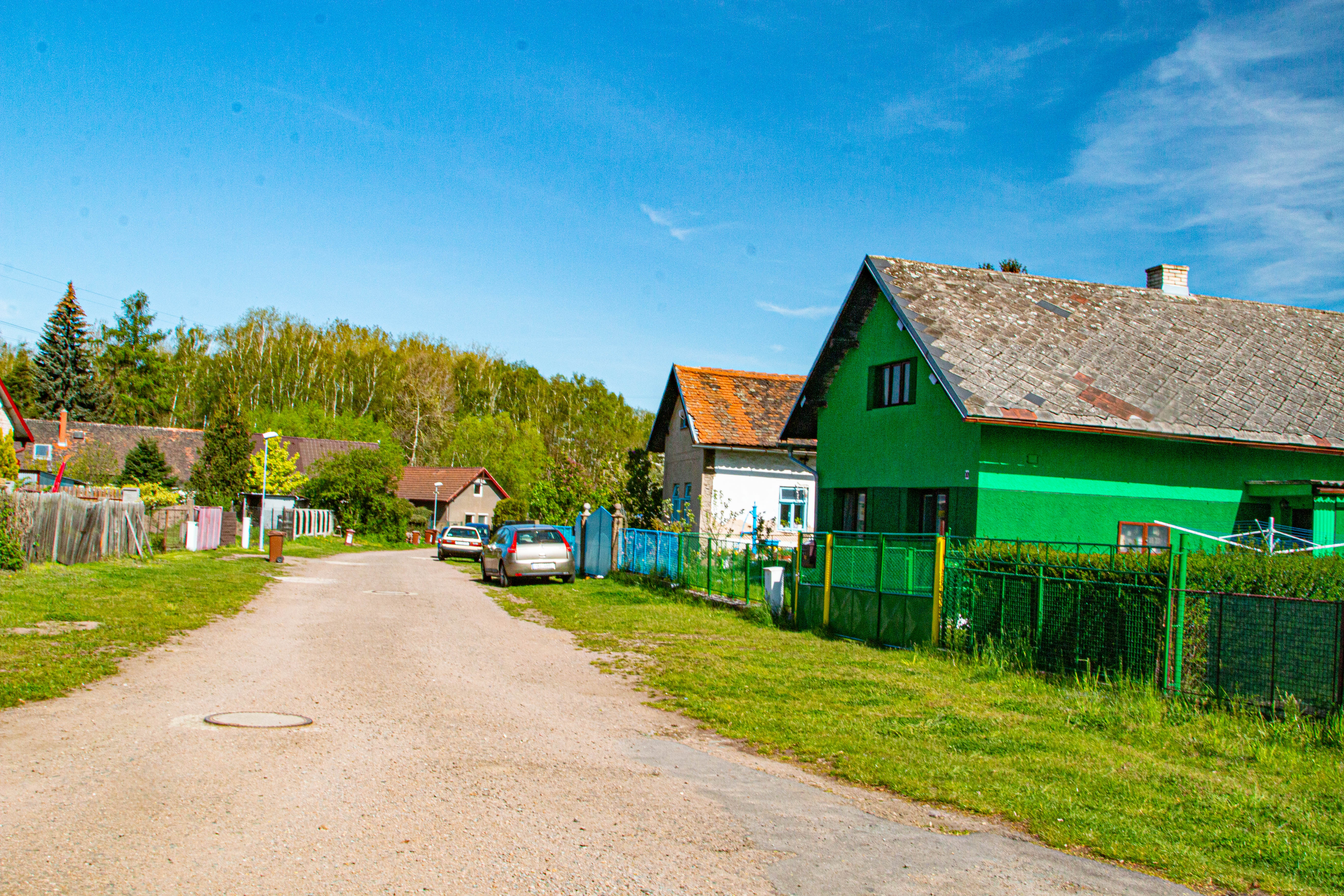
Rue Dlouhá.

## Économie
La centrale thermique de Chvaletice (Elektrárna Chvaletice) se trouve en partie sur le territoire de la commune de Trnávka. Mise en service à partir de 1977, elle brûle du lignite et a une puissance de 800 MW.

## Transports
Par la route, Trnávka se trouve à 8 km de Přelouč, à 25 km de Pardubice et à 92 km de Prague. 